# Großer Johanniskraut-Spanner

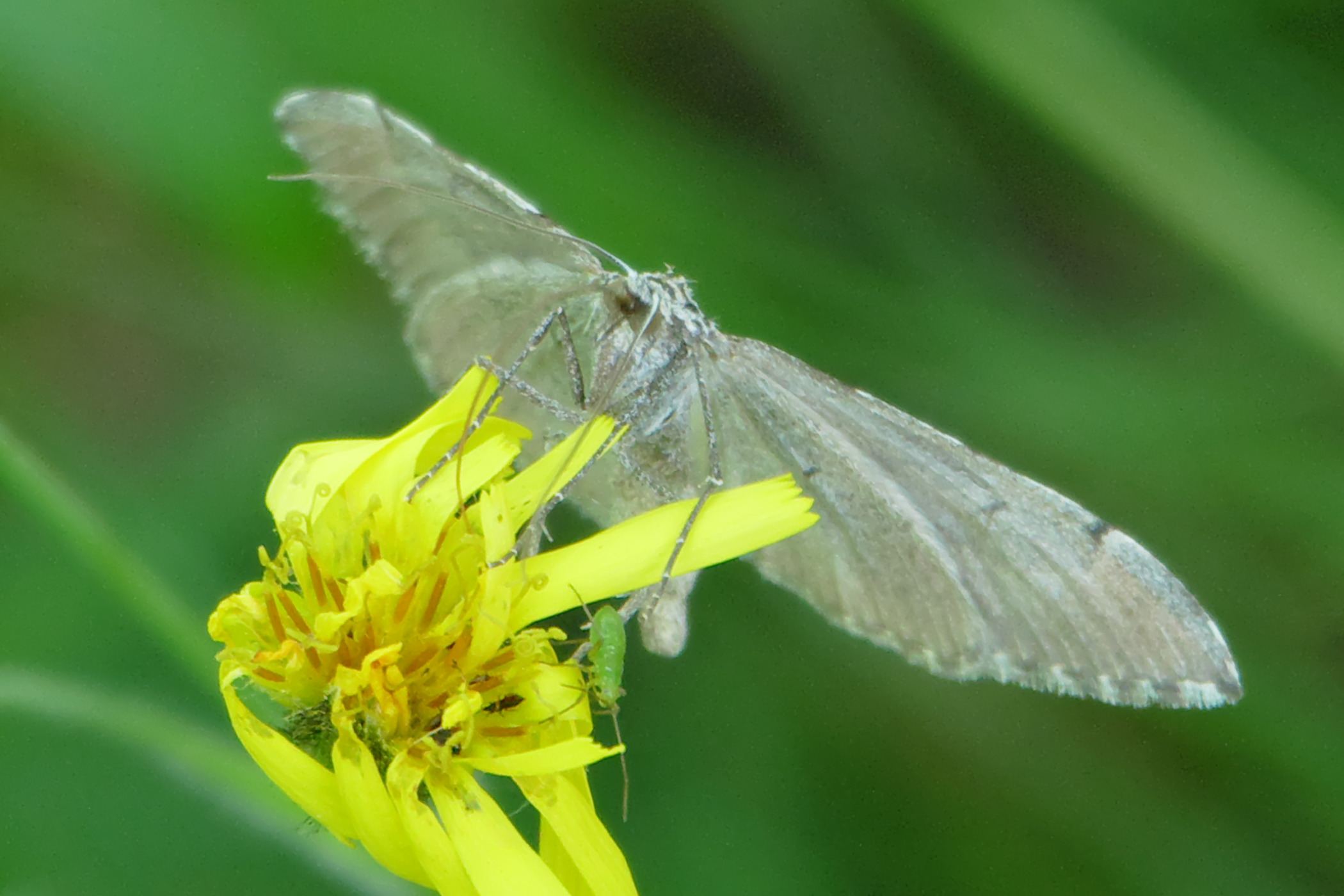
An Futterpflanze, mit sichtbarer Unterseite des Falters

Der Große Johanniskraut-Spanner (Aplocera plagiata) ist ein Schmetterling (Nachtfalter) aus der Familie der Spanner (Schmetterling) (Geometridae).

## Merkmale
Mit einer Flügelspannweite von 27 bis 40 Millimetern zählt der Große Johanniskraut-Spanner zu den größeren Vertretern aus der Familie der Spanner. Die Vorderflügel haben eine graue bis blaugraue Grundfärbung. Ein aus Querlinien bestehendes Band, welches nur am Vorderrand schwarz gefüllt ist, befindet sich im Basalfeld, im Mittelfeld und hinter der Mitte. Das äußere Querband bildet am vorderen Flügelrand zwei Zacken. Die Falter sehen dem Sandheiden-Johanniskraut-Spanner (Aplocera efformata) sehr ähnlich, der erst 1923 als eigenständige Art erkannt wurde. Von diesem kann der Große Johanniskraut-Spanner über die Form und Länge des letzten Hinterleibssegments unterschieden werden. Es ist bei A. plagiata ein Drittel bis ein Viertel so lang wie der gesamte Hinterleib, bei A. efformata jedoch deutlich kürzer. Bei den Weibchen von A. plagiata endet der Hinterleib spitz, während er bei A. efformata stumpf geformt ist. Die Männchen können anhand ihrer Valven unterschieden werden, die beim ruhenden Falter unter den Flügeln hervorragen.

### Ähnliche Arten
- Sandheiden-Johanniskraut-Spanner (Aplocera efformata (Guenée, 1857))
- Bergheiden-Johanniskraut-Spanner (Aplocera praeformata (Hübner, 1826))

### Unterarten
- Aplocera plagiata hausmanni Expòsito Hermosa, 1998[3]
- Aplocera plagiata plagiata (Linnaeus, 1758)[4]
- Aplocera plagiata scotica Richardson, 1952. Blaugraue Färbung.[5]

### Formen
- Aplocera efformata f. tangens Fritsch. Bänder vor und hinter der Mitte stoßen im Mittelfeld zusammen[1]
- Aplocera efformata f. fasciata Garbsk. Wie f. tangens; Bänder, die ein breites Band bilden sind bis zum Innenrand vereint.[1]
- Aplocera efformata f. suffusa Prout. Beide Bänder bilden im Mittelfeld ein einziges schwärzliches Band.[1]
- Aplocera efformata f. ruberata Rbl. Das Mittelfeld ist zwischen den Bändern bräunlich verdunkelt.[1]

### Synonyme
- Anaitis plagiata

## Vorkommen
Das Verbreitungsgebiet des Großen Johanniskraut-Spanners reicht von der Iberischen Halbinsel durch Europa und Kleinasien bis nach Kaschmir. Ferner kommt die Art in West- und Mitteleuropa einschließlich der Britischen Inseln, bis ins südliche Fennoskandien sowie in ganz Osteuropa bis in den Süden Russlands vor. Er ist auch in Nordamerika anzutreffen.

## Lebensweise
Der Große Johanniskraut-Spanner ist an warmen Hängen, grasigen Böschungen, trockenen Waldrändern, Schonungen, mageren Wiesen und Bergheiden anzutreffen. Die Falter saugen nachts an verschiedenen Blüten wie z. B. Gewöhnliche Goldrute (Solidago virgaureae), Besenheide (Calluna vulgaris), Taubenkropf-Leimkraut (Silene vulgaris), Gewöhnlicher Natternkopf (Echium vulgare), Schmetterlingsflieder (Buddleia davidii), Flockenblumen (Centaurea spec.), Kratzdisteln (Cirsium spec.). Die Falter können auch an künstlichen Lichtquellen beobachtet werden.
Die Weibchen legen die Eier in Reihen von drei bis acht Stück auf der Blattunterseite unterhalb der Blütenkrone ab.
Als Raupenfutterpflanze wird Echtes Johanniskraut (Hypericum perforatum) genannt. Die halb erwachsenen Raupen werden meist an den Früchten angetroffen, während die erwachsenen Raupen zusammengerollt an der Erde liegen.

### Flug- und Raupenzeiten
Der Große Johanniskraut-Spanner bildet zwei Generationen im Jahr, die von Mitte Mai bis Mitte Juli und von Ende Juli bis Anfang Oktober fliegen. Die Raupen der ersten Generation können im September und nach der Überwinterung im darauffolgenden Jahr im April beobachtet werden. Die Raupen der zweiten Generation treten von Juli bis August in Erscheinung. Im Norden seines Verbreitungsgebietes entsteht nur eine Generation.